# Шогенов, Азрет Арсенович
Азрет Арсенович Шогенов (род. 13 июня 1990) — российский борец вольного стиля, бронзовый призёр чемпионата России, призёр розыгрышей Межконтинентального кубка, мастер спорта России. Выступает в тяжёлой весовой категории (до 97 кг). Победитель и призёр всероссийских и международных турниров. Член сборной команды России по борьбе с 2015 года.

## Спортивные результаты
- Чемпионат России по вольной борьбе 2014 года — ;
- Турнир «Московские огни» 2014 года — ;
- Мемориал Дмитрия Коркина 2014 года — ;
- Турнир Степана Саргсяна 2019 года — ;